# London Evening Post

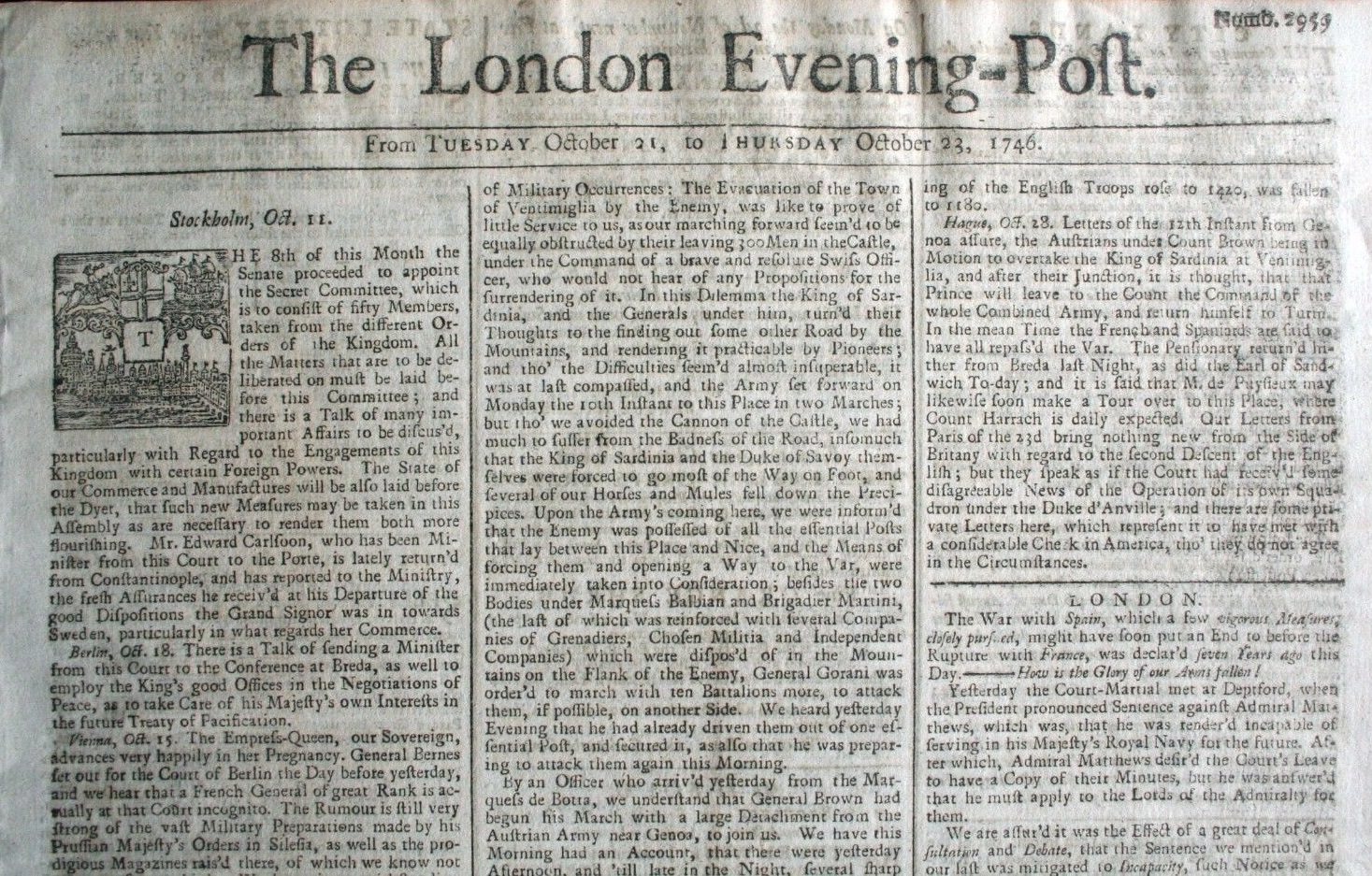
1746

El London Evening Post fue un periódico inglés tory projacobita y antigobierno publicado en Gran Bretaña (ahora Reino Unido) de 1727 a 1797. Fue considerado «el más importante periódico inglés durante el período comprendido entre las administraciones de Walpole y North».